# دورنیه
دورنیه (آلمانی: Dornier) یک شرکت هواگردسازی آلمانی بود که در سال ۱۹۱۴ توسط کلاو دورنیر پایه‌گذاری شد. طی سال‌های طولانی فعالیت، این شرکت هواگردهای نظامی و غیرنظامی بسیاری را طراحی و تولید نمود.

## نگارخانه

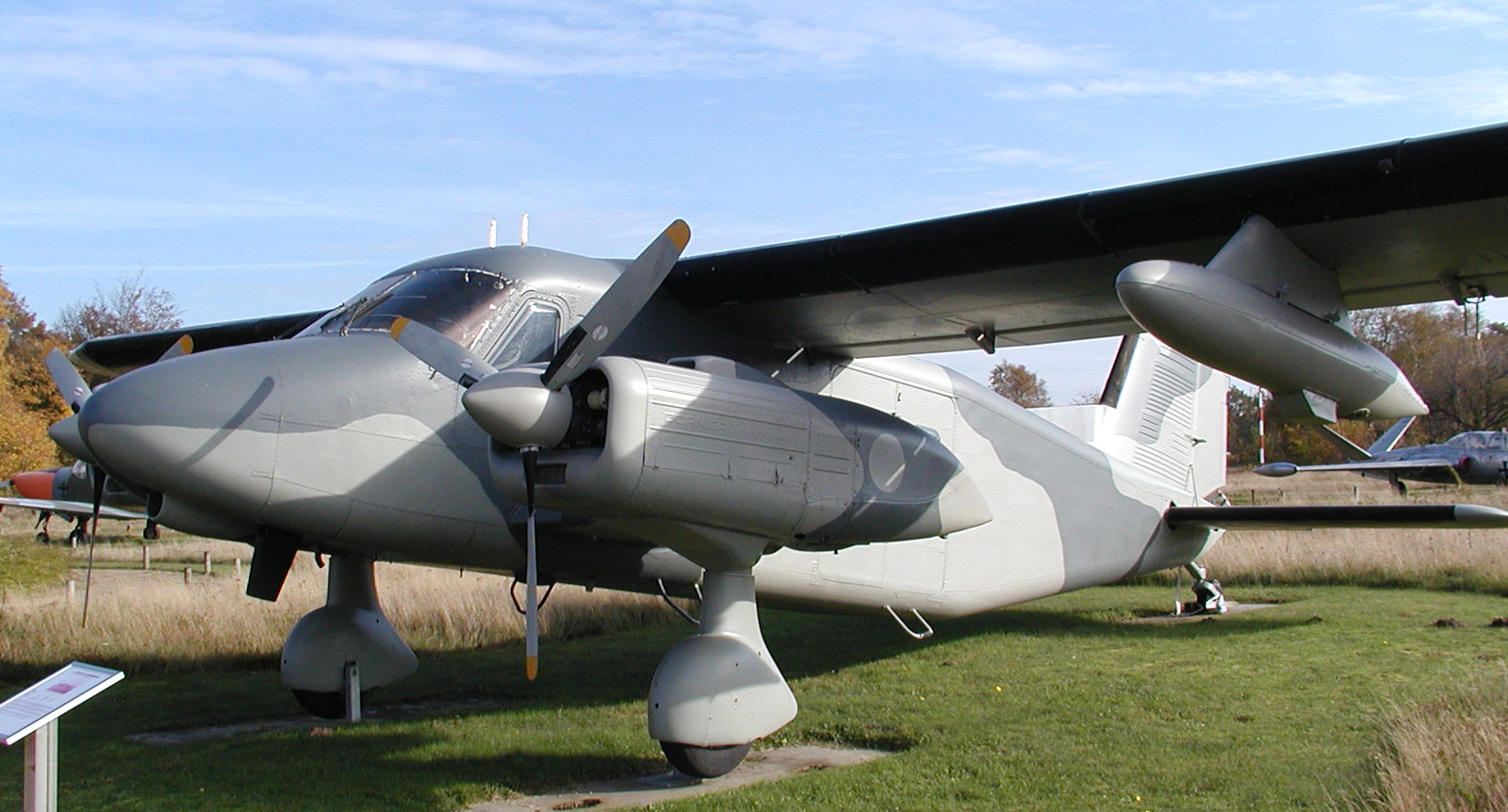
Do 28 D-2 Skyservant
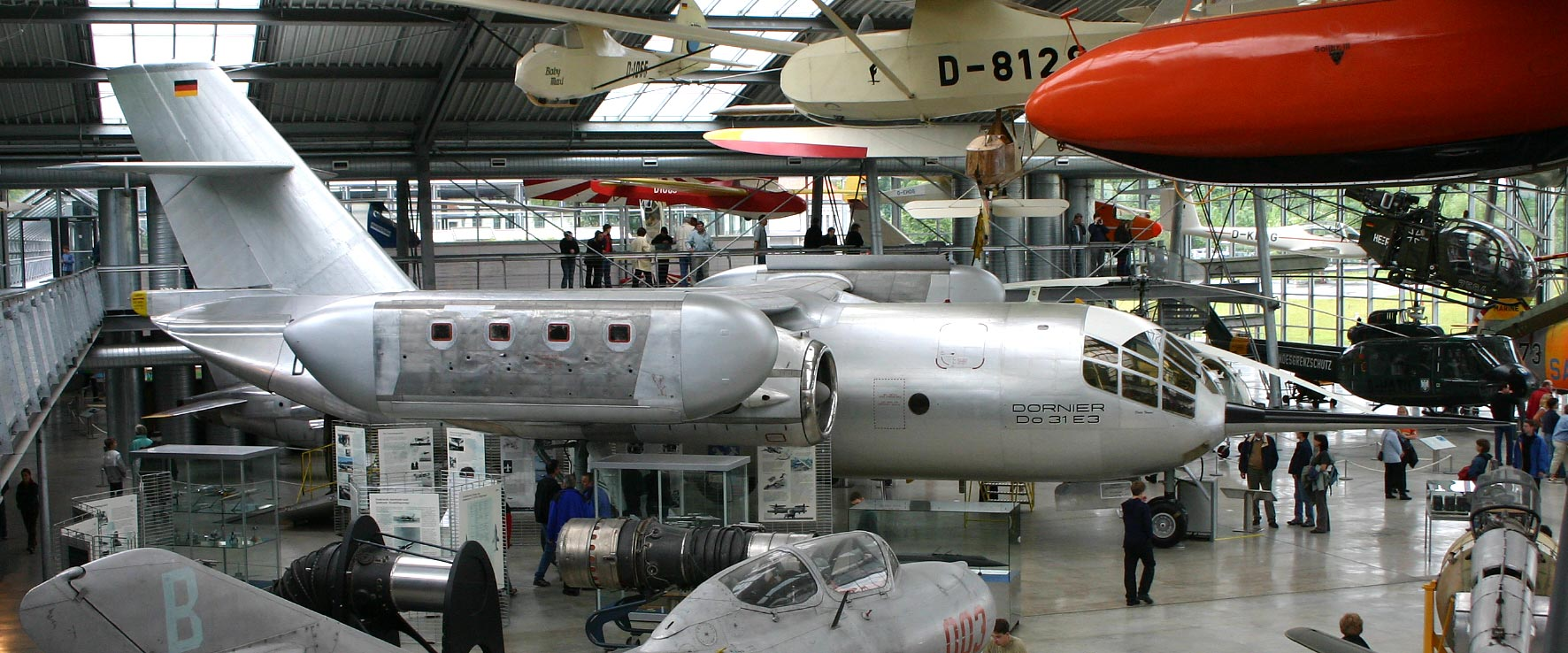
Do-31
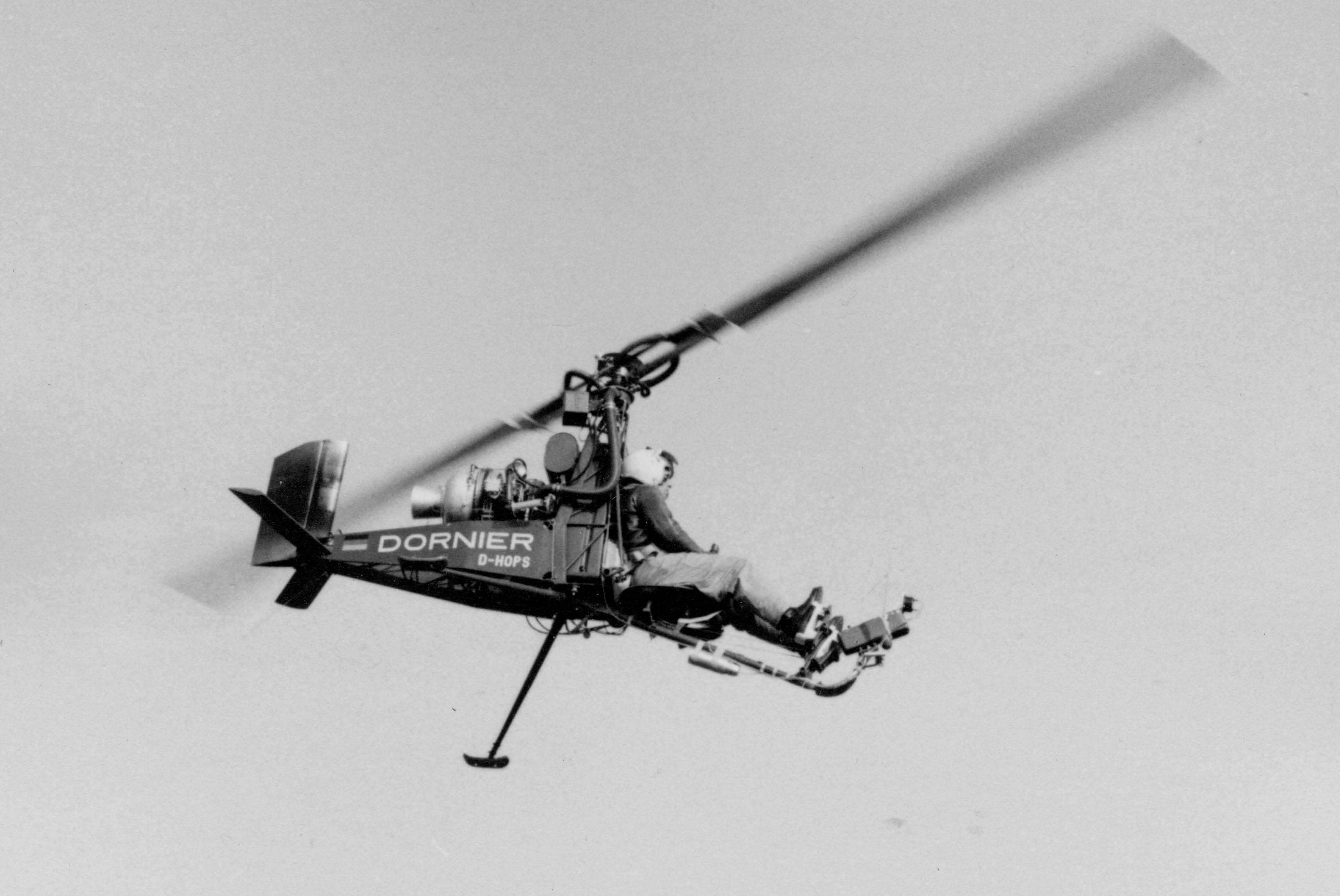
Do-32
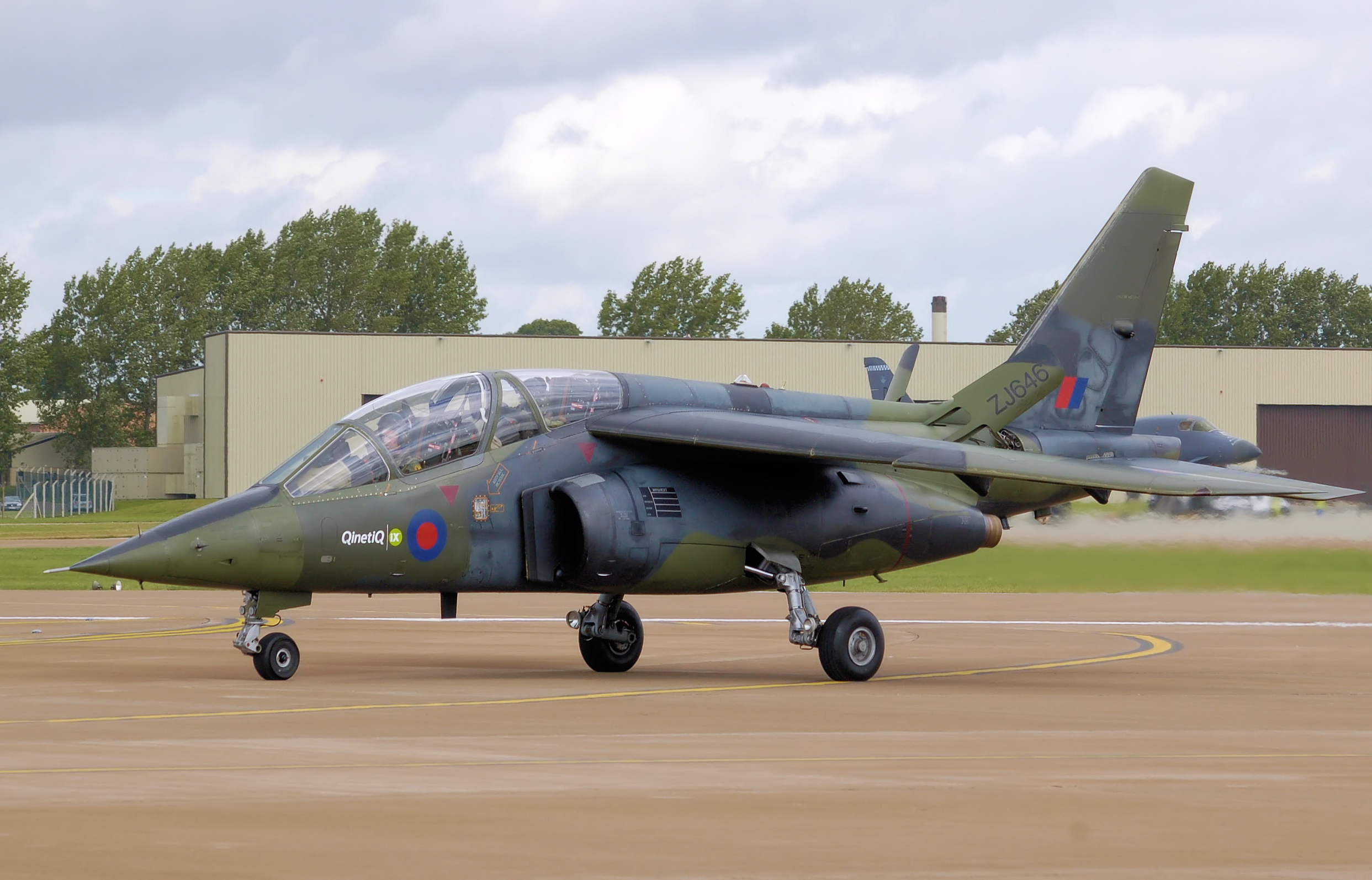
Dassault-Breguet/Dornier Alpha